# Hessisches Rothaargebirge
Hessisches Rothaargebirge este o arie protejată (arie de protecție specială avifaunistică — SPA) din Germania întinsă pe o suprafață de 27.273,34 ha, integral pe uscat.

## Localizare
Centrul sitului Hessisches Rothaargebirge este situat la coordonatele 51°04′23″N 8°40′28″E / 51.0731°N 8.6744°E.

## Înființare
Situl Hessisches Rothaargebirge a fost declarat arie de protecție specială avifaunistică în iunie 2000 pentru a proteja 14 specii de animale.

## Biodiversitate
Situată în ecoregiunea continentală, aria protejată nu include niciun habitat protejat.
La baza desemnării sitului se află mai multe specii protejate de  păsări (14): minunița (Aegolius funereus), pescăruș albastru (Alcedo atthis), barză neagră (Ciconia nigra), ciocănitoarea de stejar (Dendrocopos medius), ciocănitoare neagră (Dryocopus martius), ciuvică (Glaucidium passerinum), sfrâncioc roșiatic (Lanius collurio), sfrâncioc mare (Lanius excubitor excubitor), ciocârlie de pădure (Lullula arborea), gaia roșie (Milvus milvus), viespar (Pernis apivorus), ciocănitoare verzuie (Picus canus), mărăcinar (Saxicola rubetra), sitar de pădure (Scolopax rusticola).